# Cudów
Cudów (prononcé en polonais : [ˈt͡suduf]) est un village polonais de la gmina de Kozienice dans la powiat de Kozienice de la voïvodie de Mazovie dans le centre-est de la Pologne.
Il se situe à environ 3 kilomètres au nord-ouest de Kozienice (siège de la powiat) et à 79 kilomètres au sud-est de Varsovie (capitale de la Pologne).
Le village possède approximativement une population de 110 habitants en 2006.

## Histoire
De 1975 à 1998, le village appartenait administrativement à la voïvodie de Radom.